# Fantomen (serietidning)
Fantomen är en svensk serietidning, som dels publicerar serier om Fantomen, dels olika biserier. Tidningen började utges 1950, och under 1960-talet började redaktionen även producera egna äventyr.
Bland biserierna har åtminstone Herman Hedning och Bacon & Egg blivit populära. Fantomen-serier har även publicerats i egen tidning i Fantomen Krönika mellan 1993 och 2010, kronologiskt och sedermera även tematiskt. 

## 1940-talet
Serien om Fantomen hade premiär i Sverige redan år 1940, då tidskriften Vecko-Revyn började publicera äventyret ”Äventyr i Algeriet” (Adventure in Algiers) med start i nummer 21/1940. Serien varade i hela 10 veckor och tecknades av Ray Moore. Sammanlagt har detta äventyr endast publicerats två gånger i Sverige – först i Vecko-Revyn under år 1940, och sen dröjde fram till 2006 innan det dök upp igen i Fantomen nummer 14/2006. 
Det första svenska julalbumet med Fantomen publicerades redan år 1944 och innehöll äventyret ”Mysteriet pilringen” (The Golden Circle), med manus av Lee Falk och tecknat av Ray Moore år 1939.

## 1950-talet
År 1950 hade Lukas Bonnier varit på besök i New York, och besökte då King Features Syndicate med förhoppningen om att kunna köpa serietidningsrättigheterna för serien ”Dragos”, som han hade läst i Svenska Dagbladet, där den publicerats sedan 1942. Bonnier fick här veta att serien hette ”The Phantom” på engelska och att de skandinaviska rättigheterna ägdes av Bulls Presstjänst. Väl hemma i Sverige besökte Bonnier Bjarne Steinsvik på Bulls i samma ärende. På Bulls hade man vid detta tillfälle ingen erfarenhet av serietidningsrättigheter eftersom deras serier aldrig publicerats i ett sådant format tidigare. 
När så detta hade avklarats kvarstod problemet med att övertyga Tor Bonnier (styrelseordförande i Åhlén & Åkerlund och tillika Lukas Bonniers far). Under ett styrelsesammanträde togs saken upp och i en ofta återberättad anekdot svarade Tor Bonnier: ”Käre son, vår familj har gett det svenska folket en Strindberg, en Heidenstam, en Lagerlöf... och du vill ge dom Fantomen!” De yngre styrelseledamöterna var dock mer positiva och Lukas Bonnier fick klartecken till att starta serietidningen Fantomen. 
Det första numret av Fantomen dök upp i butikerna den 5 oktober 1950 och innehöll Fantomen-äventyret ”Den kidnappade maharadjan” (The Maharajah's daughter i original) och detta äventyr skrevs av Lee Falk och tecknades av Wilson McCoy. 
För att distansera sig från serieutgivningen var det dock inte Åhlén & Åkerlund som stod som utgivare, utan det nyskapade Serieförlaget (som sedermera kom att byta namn till Semic Press). Den förste som Lukas Bonnier anställde var Rolf Janson, som kom att bli Fantomens första redaktör. Efter mycket klippande och klistrande i en kontorslokal på Sveavägen fanns det första numret av tidningen ute i butikerna 7 oktober 1950. Det första numret bestod av 36 sidor i färg, och utöver ”Fantomen” innehöll det även ”Hopalong Cassidy”, ”Knock-Out Charlie”, ”Lisa och Sluggo” och ”Ludvig”. Anledningen till blandningen var Postens regler för distribution av tidskrifter, som angav att minst 50 % av tidningens innehåll måste vara avslutat material. Eftersom Fantomenserien var i följetongsform fick resten fyllas ut med andra serier. Denna ”nödlösning” slog dock väl ut bland läsarna och formeln används än idag, även om Postens regler sedan några årtionden har ändrats.
Fantomen var en succé från starten och var den första tidning utgiven av ett Bonnierförlag som gick med vinst från första numret. Den berömda logotypen som prytt omslaget ända sedan starten (i olika varianter) formgavs av Rolf Janson själv, och omslaget till nr 1 tecknades av George Camitz. De sju nummer som kom ut 1950 hade en snittupplaga på 72 000 exemplar.
År 1955 gick tidningen över till svartvitt av besparingsskäl från och med nr 22, och man fortsatte att ge ut serien i svartvitt ända fram till början av 1990-talet. Serietidningsboomen hade kommit av sig och försäljningssiffrorna dalade. År 1958 gick man över till veckoutgivning, vilket dock bara accelererade upplageraset. Redan nästa år var man därför tillbaka till utgivning varannan vecka. Detta år började man även publicera kompletta Fantomenäventyr i varje nummer, och Fantomen förekom nu också alltid på omslaget – tidigare hade han haft konkurrens av biseriefigurer och dåtida sportstjärnor. Tidningen började få den profil och inriktning den har än idag.

## 1960-talet
Försäljningen var fortfarande i gungning, så därför gavs Fantomen ut som månadstidning från och med 1960. I takt med att försäljningen ökade man stegvis utgivningstakten till 26 nr per år igen från och med 1968. 
Bristen på nytt material var påtaglig under denna tid. De gamla Falk/McCoy-avsnitt man hade tillgång till i bra kvalitet hade repriserats både en och två gånger. I USA hade Sy Barry tagit över dagsserien och man var orolig över hur hans stil skulle tas emot av läsarna. Därför fick man tillstånd från King Features att starta en egen licensproduktion. Dessa äventyr var tänkta att fungera som ”buffert” medan man väntade in fler äventyr av Barry så man skulle kunna övergå till den modernare stilen i full skala senare. Det historiska första svenska Fantomenäventyret publicerades i nr 8/1963 under titeln ”Skatten i Dödskallegrottan” och tecknades av den rutinerade Bertil Wilhelmsson. Vem författaren var är ännu okänt. Det kan ha varit Wilhelmsson själv, Ebbe Zetterstad eller någon helt annan - vem upphovsmannen är har förblivit ett mysterium. Under de följande åren levererade Wilhelmsson ett dussintal äventyr som publicerades parallellt med repriser av McCoy och nya äventyr av Barry. 
År 1968 slutade man dock med egenproduktionen för att istället importera avsnitt från det italienska förlaget Fratelli Spada. Man ansåg sig dock inte kunna publicera dessa i originalskick, på grund av såväl formatskillnad (i Italien publicerades de i pocketformat) som bristande kvalitet. Äventyren fick därför i de flesta fall bearbetas hårt textmässigt samt delvis tecknas om eller utökas med nya sekvenser. Janne Lundström och Magnus Knutsson var inblandade i textredigeringen medan Wilhelmsson, Özcan Eralp och Anders Thorell stod för omteckningar och nya sekvenser - vilket innebär att de svenska versionerna mer eller mindre skiljer sig från originalen.

## 1970-talet
I början av 1970-talet började man åter producera egna äventyr, men huvuddelen av äventyren hämtades fortfarande från Italien och USA. Detta ändrades när Ulf Granberg blev ny redaktör 1973. De italienska äventyren lämnades och kreatörerna (som kom att kollektivt kallas Team Fantomen) började producera en större mängd äventyr. Jaime Vallvé hade redan 1972 anslutit sig till skaran som tidigare bearbetat italienska äventyr. Hans version kom att definiera den ”svenska” stilen under sjuttiotalet. De ”svenska” äventyren var populära och tidningen ökade åter i upplaga. Teamet utökades även med fler personer - inte bara svenskar - bland andra Norman Worker, Donne Avenell, Heiner Bade och Kari Leppänen. Under denna tid introducerades även klassiska biserier i tidningen, såsom Blixt Gordon och Mandrake. 
När den svenska Fantomen-redaktionen i början på 1970-talet skrev egna äventyr tog de intryck av 68-vänsterns världsbild och idéer. Robert Aman skriver i sin bok När Fantomen blev svensk hur den svenska 68-generationens världsbild tog över den amerikanska seriehjälten. Fantomen beväpnar gerillan i det fiktiva landet Rhodia, och där översten är inspirerad av Che Guevara. Tidningen var mycket populär och sålde 170 000 exemplar varannan vecka och det var fler som läste Fantomen än Expressen.
I slutet av decenniet gifte sig Diana och Fantomen i den amerikanska dagsserien. Detta fick stort genomslag även i Sverige och uppmärksammades i media. Bröllopsnumret (nr 6/1978) är den bäst säljande Fantomentidningen någonsin, tätt följd av numret där deras barn Kit och Heloise föds (nr 20/1979). Båda dessa nummer sålde över 200 000 exemplar.

## 1980-talet
Under 1980-talet sattes en påtaglig skandinavisk prägel på Team Fantomen då Knut Westad, Idi Kharelli, Hans Lindahl, Dai Darell och Michael Tierres stod för en stor andel äventyr. Framför allt Lindahl och Tierres (Claes Reimerthi) har varit stöttepelare i Fantomenproduktionen ända sedan dess. 
År 1987 gick Ulf Granberg över till att vara ansvarig utgivare och redaktör för Fantomenproduktionen, medan de övriga redaktörssysslorna på tidningen togs över av Mats Jönsson.
Bland biserierna slutar Rick O'Shay 1981, men återkommer 1988 i form av de ursprungliga dagstripparna från 1950-talet. 1982 introduceras långkörarna Blueberry och Spirit.

## 1990-talet
År 1990 firade tidningen 40-årsjubileum, bl.a. med en satsning på flera egenproducerade biserier: Achilles Wiggen, Herman Storm, Albatross och Tybalt. Ny redaktör för tidningen var då Björn Ihrstedt. Jubileumsnumret (nr 20/1990) var i färg och innehöll ett nytryck av nr 1/1950. En inbunden jubileumsbok (”Krönika över en vandrande vålnad”) gavs ut och Fantomens skapare Lee Falk gjorde ett Sverigebesök.
År 1991 återgick tidningen till färg, efter mer än 35 år i svartvitt. Detta var ett omdiskuterat beslut som onekligen fick en del äldre läsare att rynka på näsan, men samtidigt var svartvita tidningar på väg bort från marknaden. Försäljningen hade vid det här laget sjunkit i sådan omfattning att det föranledde kraftåtgärder. Utvalda medlemmar ur redaktionen och Team Fantomen bildade den så kallade ”Hjärntrusten” som sedan 1992 regelbundet har hållit möten för att planera tidningens och seriens utveckling. Detta fick till följd att tidningen gjordes om rejält 1994. Sidantalet utökades från 66 till 84 sidor och tonen i Fantomenserien blev mörkare när den onde Kigali Lubanga introducerades och blev president i Bengali. Detta löpte som en röd tråd genom äventyren, som tidigare hade varit i stort sett fristående. Trots en prisbelönt reklamkampanj i samband med detta påverkades inte försäljningssiffrorna nämnvärt. År 1997 var det mesta ”som vanligt” igen.
År 1997 sålde Bonnierkoncernen sin serietidningsproduktion till den danska mediekoncernen Egmont, och Semic-tidningarna, däribland Fantomen, flyttade över till Egmonts svenska serietidningsförlag som idag går under namnet Egmont Kärnan.
En sidoeffekt av den dyra övergången till färgtryck var att samarbetet med de norska och finska Fantomentidningarna utökades. Numera samtrycks alla tre tidningarna, vilket sparar pengar men också kräver att innehållet är detsamma. Tidigare kunde de olika utgåvorna till exempel ha olika biserier och publicera Fantomenäventyren i varierande ordningsföljd.

## 2000-talet
Hösten 2004 började en följetong som löpte över flera nummer där Fantomen är svårt sårad och återupplever sin första tid som Fantomen. Till denna följetong gjordes ett antal kosmetiska förändringar på tidningen. Bland annat hamnade innehållsförteckningen längst bak och Fantomenlogotypen blev något mindre.

## Biserier
Den svenska Fantomentidningen satsar, förutom på serier centrerade kring Fantomen själv, mycket på biserier. Både egenproducerade och inköpta serier går i tidningen. Många biserier har kommit och gått i Fantomen, däribland egenproduktioner såsom Texas Jim, Achilles Wiggen, och Herman Storm, fransk-belgiska serier såsom Thorgal (som även fått en del spinoff-serier på sista tiden), Blueberry och Spirou och amerikanska serier såsom Johnny Hazard, King vid Gränspolisen och Lee Falk's egna Mandrake. Förutom längre äventyrs- och humorserier har tidningen även innehållit flera humorserier, av vilka Jonas Darnells Herman Hedning och Patrik Norrmans Bacon & Egg har blivit särskilt populära. 

## Fantomen Krönika
Fantomen Krönika är en serie tjockare häften med historier om Fantomen som startade 1993 med fyra nummer per år och repriserade historiska äventyr i svartvitt kronologiskt från den förste Fantomen till den tjugonde. Tidningen slutade ges ut år 2010, i och med utgivningen av nummer 100. Med början år 1997 kom tidningen istället ut med sex nummer per år. 
I och med det sista numret 2005 kom man för andra gången ikapp nutiden och den 21:e Fantomen, och påbörjade därefter tredje rundan – sedan 2001 hade dock vissa nummer gått ifrån den historiska kronologin, och istället utformats som "temanummer" med sammanställningar av miniserier eller serier med enskilda karaktärer (Diana, Hero etc.) som gemensam nämnare.
| Nr                                                                                        | Utspelar sig under åren  | Aktuella fantomen                      | Utgiven           | Övrigt |
| ----------------------------------------------------------------------------------------- | ------------------------ | -------------------------------------- | ----------------- | --- |
| Runda I: 1993-2001                                                                        |                          |                                        |                   | |
| 1                                                                                         | 1536-1538                | 1:a fantomen                           | 1 mars 1993       | |
| 2                                                                                         | 1541-1565                | 1:a fantomen                           | 6 juni 1993       | |
| 3                                                                                         | 1565-1569                | 1:a och 2:a fantomen                   | 30 augusti 1993   | |
| 4                                                                                         | 1542-1588                | 1:a och 2:a fantomen                   | 6 december 1993   | |
| 5                                                                                         | 1591-1604                | 2:a och 3:e fantomen                   | 4 mars 1994       | |
| 6                                                                                         | 1604-1610                | 3:e fantomen                           | 10 juni 1994      | |
| 7                                                                                         | 1610-1636                | 3:e och 4:e fantomen                   | 2 september 1994  | |
| 8                                                                                         | 1636-1662                | 4:e och 5:e fantomen                   | 9 december 1994   | |
| 9                                                                                         | 1662-1665                | 6:e fantomen                           | 3 mars 1995       | |
| 10                                                                                        | 1662-1682                | 6:e och 7:e fantomen                   | 9 juni 1995       | |
| 11                                                                                        | 1682-1710                | 7:e och 8:e fantomen                   | 1 september 1995  | |
| 12                                                                                        | 1710-1735                | 8:e och 9:e fantomen                   | 8 december 1995   | |
| 13                                                                                        | 1735-1770                | 10:e, 11:e och 12:e fantomen           | 29 februari 1996  | |
| 14                                                                                        | 1770-1775                | 11:e och 12:e fantomen                 | 6 juni 1996       | |
| 15                                                                                        | 1775-1777                | 12:e fantomen                          | 29 augusti 1996   | |
| 16                                                                                        | 1777-1788                | 12:e fantomen                          | 5 december 1996   | |
| 17                                                                                        | 1788-1793                | 12:e fantomen och 13:e fantomen        | 13 februari 1997  | |
| 18                                                                                        | 1793-1804                | 13:e fantomen                          | 10 april 1997     | |
| 19                                                                                        | 1804-1807                | 13:e fantomen                          | 5 juni 1997       | |
| 20                                                                                        | Temanummer               | 17:e, 3:e, 9:e, 12:e och 21:a fantomen | 31 juli 1997      | Temanummer: Den gyllene runans gåta |
| 21                                                                                        | 1807-1811                | 13:e fantomen                          | 25 september 1997 | |
| 22                                                                                        | 1811-1824                | 14:e fantomen                          | 20 november 1997  | |
| 23                                                                                        | 1825-1827                | 14:e fantomen                          | 12 februari 1998  | |
| 24                                                                                        | 1827-1830                | 14:e fantomen                          | 9 april 1998      | |
| 25                                                                                        | 1829-1831                | 14:e och 15:e fantomen                 | 4 juni 1998       | |
| 26                                                                                        | 1840-1845                | 15:e fantomen                          | 30 juli 1998      | |
| 27                                                                                        | 1848-1850                | 16:e fantomen                          | 24 september 1998 | |
| 28                                                                                        | 1850-1851                | 16:e fantomen                          | 19 november 1998  | |
| 29                                                                                        | 1858-1861                | 16:e fantomen                          | 11 februari 1999  | |
| 30                                                                                        | 1867-1868                | 16:e fantomen                          | 8 april 1999      | |
| 31                                                                                        | 1866-1881                | 16:e och 17:e fantomen                 | 3 juni 1999       | |
| 32                                                                                        | 1884-1885                | 17:e fantomen                          | 29 juli 1999      | |
| 33                                                                                        | 1885-1887                | 17:e fantomen                          | 23 september 1999 | |
| 34                                                                                        | 1869-1889                | 17:e fantomen                          | 18 november 1999  | |
| 35                                                                                        | 1869-1889                | Kvinnliga fantomen                     | 10 februari 2000  | |
| 36                                                                                        | 1897-1909                | 18:e och 19:e fantomen                 | 6 april 2000      | |
| 37                                                                                        | 1912-1922                | 19:e fantomen                          | 31 maj 2000       | |
| 38                                                                                        | 1924-1929                | 19:e fantomen                          | 25 juli 2000      | |
| 39                                                                                        | 1929-1930                | 19:e fantomen                          | 21 september 2000 | |
| 40                                                                                        | 1930-1933                | 19:e fantomen                          | 16 november 2000  | |
| 41                                                                                        | 1909-1935                | 19:e fantomen                          | 8 februari 2001   | |
| 42                                                                                        | 1936-1938                | 20:e fantomen                          | 5 april 2001      | |
| 43                                                                                        | 1938-1943                | 20:e fantomen                          | 31 maj 2001       | |
| 44                                                                                        | 1943-1947                | 20:e fantomen                          | 26 juli 2001      | |
| 45                                                                                        | 1947-1959                | 20:e fantomen                          | 20 september 2001 | |
| Runda II: 2001-2005 (numren följer inte nödvändigtvis fantomerna i kronologiskt ordning)  |                          |                                        |                   | |
| 46                                                                                        | 1516-1566                | 1:a fantomen                           | 15 november 2001  | Med detta nummer påbörjas en ny runda med serier från den 1:a fantomens tid och framåt. Det markeras på omslaget till varje tidning med texten "II" |
| 47                                                                                        | 1567-1575                | 2:a fantomen                           | 10 januari 2002   | |
| 48                                                                                        | Temanummer               | 21:a fantomen                          | 4 april 2002      | Temanummer: Djävulens broderskap |
| 49                                                                                        | 1584-1591                | 2:a fantomen                           | 30 maj 2002       | |
| 50                                                                                        | 1591-1624                | 2:a och 3:e fantomen                   | 25 juli 2002      | |
| 51                                                                                        | Temanummer               | 21:a fantomen                          | 19 september 2002 | Temanummer: Hero |
| 52                                                                                        | 1631-1632                | 4:e fantomen                           | 14 november 2002  | |
| 53                                                                                        | 1650-1656                | 5:e fantomen                           | 6 februari 2003   | |
| 54                                                                                        | Temanummer               | 21:a fantomen                          | 3 april 2003      | Temanummer: Diana |
| 55                                                                                        | 1682-1697                | 7:e fantomen                           | 28 maj 2003       | |
| 56                                                                                        | Temanummer               | 21:a fantomen                          | 24 juli 2003      | Temanummer: 70-talet (serier utgivna under 1970-talet) |
| 57                                                                                        | 1767-1773                | 11:e fantomen                          | 18 september 2003 | |
| 58                                                                                        | 1697-1707                | 7:e och 8:e fantomen                   | 13 november 2003  | |
| 59                                                                                        | 1700-1758                | 9:e och 10:e fantomen                  | 12 februari 2004  | |
| 60                                                                                        | 1757-1793                | 12:e fantomen                          | 7 april 2004      | |
| 61                                                                                        | Temanummer               | 7:e, 12:e, 20:e och 21:a fantomen      | 3 juni 2004       | Temanummer: Ödets spjut |
| 62                                                                                        | Temanummer               | 12:e, 19:e och 21:a fantomen           | 29 juli 2004      | Temanummer: Det gyllene skinnet |
| 63                                                                                        | 1780-1803                | 12:e och 13:e fantomen                 | 23 september 2004 | |
| 64                                                                                        | 1849-1864                | 16:e fantomen                          | 18 november 2004  | |
| 65                                                                                        | 1865-1887                | 16:e och 17:e fantomen                 | 27 januari 2005   | |
| 66                                                                                        | 1880-1899                | 17:e, 18:e och kvinnliga fantomen      | 7 april 2005      | |
| 67                                                                                        | Temanummer               | 5:e, 9:e, 12:e och 1:a fantomen        | 2 juni 2005       | Temanummer: Djungelordspråken |
| 68                                                                                        | 1908-1927                | 19:e fantomen                          | 28 juli 2005      | |
| 69                                                                                        | Temanummer               | 21:a fantomen                          | 22 september 2005 | Temanummer: Röda drakens pirater |
| 70                                                                                        | Temanummer               | 21:a fantomen                          | 17 november 2005  | Temanummer: Vampyrer |
| Runda III: 2006-2010 (numren följer inte nödvändigtvis fantomerna i kronologiskt ordning) |                          |                                        |                   | |
| 71                                                                                        | 1516-1566 + okänt årtal. | 1:a fantomen                           | 9 februari 2006   | Runda 3 inleds med detta nummer. Detta nummer utgörs av alternativa berättelser om den 1:a fantomen, om hur historien utvecklat sig om han hamnat i Östasien och inte Östafrika. Innehåller också ett äventyr om en av hans ättlingar som avvek från den smala vägen och blev pirat. |
| 72                                                                                        | 1516-1566                | 1:a fantomen                           | 4 april 2006      | |
| 73                                                                                        | 1604-1646                | 4:e fantomen                           | 1 juni 2006       | |
| 74                                                                                        | Temanummer               | 21:a fantomen                          | 1 augusti 2006    | Temanummer: Crocco-ligan |
| 75                                                                                        | Temanummer               | 21:a fantomen                          | 21 september 2006 | Temanummer: Lubanga |
| 76                                                                                        | Temanummer               | 21:a fantomen                          | 16 november 2006  | Temanummer: Vasti Riba |
| 77                                                                                        | Temanummer               | 21:a fantomen                          | 2 februari 2007   | Temanummer: Miss Mist |
| 78                                                                                        | Temanummer               | 21:a fantomen                          | 4 april 2007      | Temanummer: Lubanga |
| 79                                                                                        | 1604-1682                | 4:e, 5:e och 6:e fantomen              | 31 maj 2007       | |
| 80                                                                                        | 1682-1735                | 8:e och 9:e fantomen                   | ? 2007            | |
| 81                                                                                        | Temanummer               | 21:a fantomen                          | ? 2007            | Temanummer: Hans Lindahl |
| 82                                                                                        | Temanummer               | 21:a fantomen                          | 29 november 2007  | Temanummer: Devil |
| 83                                                                                        | Temanummer               | 21:a fantomen                          | 8 februari 2008   | Temanummer: Georges Bess |
| 84                                                                                        | Temanummer               | 21:a fantomen                          | 3 april 2008      | Temanummer: Dogai Singh - Del 1 |
| 85                                                                                        | Temanummer               | 21:a fantomen                          | 29 maj 2008       | Temanummer: Dogai Singh - Del 2 |
| 86                                                                                        | Temanummer               | 21:a fantomen                          | 24 juli 2008      | Temanummer: Dogai Singh - Del 3 |
| 87                                                                                        | Temanummer               | 21:a fantomen                          | 18 september 2008 | Temanummer: Mörkrets hjärta - Kapitel I-II |
| 88                                                                                        | Temanummer               | Olika fantomner                        | 27 november 2008  | Temanummer: Mörkrets hjärta - Kapitel III-IV |
| 89                                                                                        | Temanummer               | 21:a fantomen                          | 22 januari 2009   | Temanummer: Mörkrets hjärta - Kapitel V-VI |
| 90                                                                                        | Temanummer               | 21:a fantomen                          | 19 mars 2009      | Temanummer: Mörkrets hjärta - Kapitel VII och supplement |
| 91                                                                                        | 1700-1758                | 9:e och 10:e fantomen                  | 28 maj 2009       | |
| 92                                                                                        | 1738-1775                | 11:e fantomen                          | 23 juli 2009      | |
| 93                                                                                        | 1757-1811                | 12:e och 13:e fantomen                 | 1 oktober 2009    | |
| 94                                                                                        | 1793-1848                | 14:e och 15:e fantomen                 | 26 november 2009  | |
| 95                                                                                        | Temanummer               | 21:a fantomen                          | 18 februari 2010  | Temanummer: Donne Avenell |
| 96                                                                                        | Temanummer               | 21:a fantomen                          | 31 mars 2010      | Temanummer: Norman Worker |
| 97                                                                                        | Temanummer               | 21:a fantomen                          | 23 juni 2010      | Temanummer: Scott Goodall |
| 98                                                                                        | Temanummer               | 21:a fantomen                          | 5 augusti 2010    | Temanummer: Germano Ferri |
| 99                                                                                        | Temanummer               | 21:a fantomen                          | 30 september 2010 | Temanummer: Kari Leppänen |
| 100                                                                                       | Temanummer               | 21:a fantomen                          | 25 november 2010  | Temanummer: Ulf Granberg Sista utgivna krönikan. |